# 아프로디테
아프로디테(고대 그리스어: Ἀφροδίτη Aphrodite[*], 라틴어: Venus)는 그리스 신화에 나오는 미와 사랑의 여신이다. 호메로스의 《일리아스》에 따르면 아프로디테는 제우스와 티탄 신족의 여신 디오네의 딸이다. 그리스 신화에 따르면 아프로디테는 우라노스의 잘린 생식기의 피에서 태어난 것으로 알려져 있으며,이에 비해 헤시오도스의 《신들의 계보》에 따르면, 크로노스가 자신의 아버지 우라노스의 악행을 응징하려는 자신의 어머니 가이아의 계획에 동참하여 우라노스에게 반역할 때 크로노스는 우라노스를 거세한 후 거세물을 바다에 던졌는데 이것으로부터 아프로디테가 태어났으며, 따라서 아버지는 우라노스이지만 어머니는 없다. 헤시오도스의 《신들의 계보》에 따르면, 거세물은 물결을 타고 흘러가 키티라섬(Cythera)에 닿았다가 다시 떠내려가 키프로스(Cyprus)에 닿은 후 아프로디테가 태어났는데, 이러한 이유로 그녀는 키테레이아(고대 그리스어: Κυθέρεια Cythereia[*]) 또는 키프로게네스(고대 그리스어: Κυπρογενής Cyprogenes[*])로도 불린다. 로마 신화의 베누스와 동일시된다. 도금양 · 비둘기 · 참새 · 백조가 대표적 상징물이다.

## 신화
헤파이스토스는 그의 외모와 불구 때문에 아내가 없었다. 하지만 헤파이스토스에게는 올림포스 신들 중 최고의 손재주를 지녔다. 올림포스의 신들이 티탄족들과 싸움을 하고 있을 때 헤파이스토스는 번개라는 무기를 발명하여 이것을 제우스에게 선물로 줬다. 당시 제우스는 티탄족을 무찌를 수 있게 해주는 자에게 신들 중에서 가장 아름다운 아프로디테를 아내로 주겠다고 약속했었는데 헤파이스토스가 만든 번개로 제우스는 티탄족들을 하나하나 토벌할 수 있었다. 이후 제우스는 그 대가로 아프로디테를 헤파이스토스의 아내로 맺어 준다.
하지만 헤파이스토스가 대장간 일을 핑계로 아프로디테와 함께 하지 않자 아프로디테는 전쟁의 신 아레스와 밀회를 하기 시작하였다.
호전적인 성격임에도 아름다운 외모를 가진 아레스는 사랑과 미의 여신 아프로디테의 사랑을 받았다. 아레스는 아프로디테와 함께 그녀의 남편인 대장장이 신 헤파이스토스를 피해 자주 밀회를 즐겼다.
이를 지켜본 태양신 헬리오스가 헤파이스토스에게 이 사실을 밀고하자, 헤파이스토스는 청동을 가늘게 늘여서 짠 그물을 만들어 아프로디테의 침대에 쳤다.
이것을 모르고 아레스와 밀회를 즐기던 아프로디테는 헤파이스토스를 보자 아레스와 함께 자리를 피하려 하지만 그물에 걸려 움직일 수 없게 되어 여러 신들에게 망신을 당하였다. 포세이돈이 두 사람을 풀어주라고 설득하자 헤파이스토스는 아레스가 보상을 하겠다는 포세이돈의 보증을 받고 두 사람을 풀어준다.
이런 일이 있은 후에도 계속 교제를 하였다.
서로에 대한 관리도 철저하였는데, 아프로디테가 아도니스에게 반하자 아레스는 멧돼지로 변하여 그를 받아 죽이고, 아프로디테는 에오스가 아레스를 사랑하는 것을 알게 되자 그녀가 사랑하게 되는 인간은 모두 죽는 저주를 내린다.
아레스는 아프로디테와의 사이에서 공포를 뜻하는 포보스와 데이모스, 사랑의 신 에로스, 미의 여신 하르모니아를 낳았다. 에로스는 아프로디테와 에로스의 관계를 설명하기 위해 후에 추가된 것이라고도 한다. 에로스의 아버지가 누구인지는 확실하지 않다. 하지만 그리스 신화에서는 아레스라고 한다.

## 같이 보기
- 에로스
- 아도니스
- 파리스의 심판
- 헬레네
- 아레스
- 하토르
- 미